# 赵白鸽
赵白鸽（1952年8月—），女，满族，籍贯河北省顺平县，红十字会与红新月会国际联合会副主席，全国人大外事委员会副主任，中国社会科学院蓝迪国际智库专家委员会主席。

## 履历
曾为江西省万安县插队知青，1981年毕业于江西医学院（现南昌大学医学院）。1988年毕业于英国剑桥大学并获博士学位。后任上海市计划生育科学研究所所长、国家科委生命科学技术发展中心（美国）主任。1999年1月后历任国家计生委科技司司长、国际合作司司长。2003年9月，任国家人口计生委副主任，国际人口方案管理委员会（ICOMP）主席，国际计划生育联合会（IPPF）中央理事、亚太地区司库。2010年4月任国家人口计生委党组副书记、副主任。2011年9月，任中国红十字会党组书记、常务副会长。兼任国务院妇女儿童工作委员会委员，国家气候变化专家委员会成员，中国外交学会常务理事。现任第十二届全国人大常委会委员、全国人大外事委员会副主任。2013年11月13日当选红十字会与红新月会国际联合会副主席。
2014年4月蓝迪国际智库平台启动后，赵白鸽出任专家委员会主席。9月2日，中共中央宣布免去赵白鸽红十字会党组书记及常务副会长职务。

## 言论
2009年12月哥本哈根召开联合国气候变化大会，赵白鸽在会上发言时提出中国政府自改革开放以来确定了即计划生育、性别平等和环境保护三项重大国策，在实际上“就开始把人口资源环境与社会经济发展进行统筹考虑”，称中国总和生育率已从30年前的5.8下降至1.8，即中国在过去30年里少出生了4亿人口，以人均二氧化碳排放量4.57吨计算则每年减少18.3亿吨二氧化碳排放，中国当时的二氧化碳排放量仅为美国的五分之一和英国的二分之一。
2017年5月，赵白鸽接受记者采访时称一带一路引领的新型全球化在包容性、共赢性、共享性三个方面实现了全球化本质上的改善与优化。中国除输出项目外，从战略角度考虑几十年甚至百年，输出的是一整套系统、包容、可持续的发展模式及新技术应用。

## 争议

### 谣言
網路上有傳言稱，中國大陸計劃生育委員會副主任趙白鴿是曾經為日本731部隊活捉中國平民用作活體實驗偽滿洲國戰犯趙秋航後人，后被证实为谣言，而計劃生育又是主要針對漢族民眾，坊間掀起了一股輿論風波。

### 醜聞
2014年4月9日，网上一则有关红十字会常务副会长赵白鸽登机时享有特权的消息引发关注。南方都市报记者韩福东爆料称，4月7日，她要乘坐CA1582从南昌赶往北京，但因为晚到了两分钟被禁止登机，而比她还要晚到至少5分钟的赵白鸽却成功登机。该媒体人去理论，对方称，赵白鸽是国航终身白金卡会员。赵白鸽以开会为由未对此事做回应，而她曾在2013年表示：“如果两到三年仍然翻转不了‘黑十字’的印象，我自动请求辞职。”

#### “中国计划生育是基于自愿而非强制”
2004年7月15日，国家人口和计划生育委员会副主任赵白鸽在北京举行的新闻发布会上表示，中国的计划生育政策不是强迫性的，人们是在自愿的基础上实施计划生育的。这一表态引发了广泛的争议和辩论。